# 7213 Конае
7213 Конае (7213 Conae) — астероїд головного поясу, відкритий 31 травня 1967 року.
Тіссеранів параметр щодо Юпітера — 3,394.